# Wilhelm Ludwig (Jurist)
Wilhelm Clemens Ludwig (* 11. Oktober 1901 in Hamburg; † 27. Oktober 1985 in Langenburg) war ein deutscher Jurist.
Nach dem Schulbesuch studierte Ludwig Rechtswissenschaften. Nach dem Bestehen der Großen Staatsprüfung am 15. März 1929 wurde er zum Gerichtsassessor und am 1. Dezember 1932 zum Staatsanwalt im Landgerichtsbezirk Berlin I ernannt.
Nach der Gründung des Geheimen Staatspolizeiamtes wurde Ludwig zum Leiter von dessen Dezernat IX (Ausschreitungen, Attentate, Ausländer, Emigranten, Juden, Freimaurer) berufen. Ihm unterstand damit unter anderem das erste Judenreferat innerhalb des nationalsozialistischen Staatspolizeiapparates. Seit 1934 war Ludwig für das Forschungsamt und für den Nachrichtendienst tätig.
Am 1. November 1939 wurde Ludwig Oberstaatsanwalt bei der Staatsanwaltschaft im Landgerichtsbezirk Prag. 
Nach Kriegsende arbeitete Ludwig bei der Staatsanwaltschaft Stuttgart. Seit 1954 war Ludwig in Köln als leitender Regierungsdirektor beim Bundesamt für Verfassungsschutz als Leiter der Abteilung Geheimschutz tätig.